# Shuanghejie (sockenhuvudort i Kina, Yunnan Sheng, lat 24,57, long 102,44)
Shuanghejie (kinesiska: 双河街, 双河) är en sockenhuvudort i Kina. Den ligger i provinsen Yunnan, i den sydvästra delen av landet, omkring 61 kilometer sydväst om provinshuvudstaden Kunming. Antalet invånare är 8 538. Befolkningen består av 4 132 kvinnor och 4 406 män. Barn under 15 år utgör 19,0 %, vuxna 15-64 år 69 %, och äldre över 65 år 11,0 %.
Runt Shuanghejie är det tätbefolkat, med 476 invånare per kvadratkilometer. Närmaste större samhälle är Bajie, 13,7 km nordväst om Shuanghejie. I omgivningarna runt Shuanghejie växer i huvudsak blandskog.
Genomsnittlig årsnederbörd är 912 millimeter. Den regnigaste månaden är juni, med i genomsnitt 182 mm nederbörd, och den torraste är februari, med 9 mm nederbörd.